# Digital Mobile Radio
Il Digital Mobile Radio (DMR) è uno standard aperto di comunicazione radio definito nell'European Telecommunications Standard (ETSI) TS 102 361 (Parti 1-4) usato in prodotti commerciali da diverse aziende nel mondo.
Il DMR utilizza il vocoder AMBE2+ e una tecnologia di accesso alla risorsa TDMA su due slot in un canale avente larghezza di banda di 12.5kHz. Taluni standard di comunicazioni digitali, analogamente a quanto avviene per il DMR utilizzano il vocoder AMBE2+ per la codifica vocale, mentre per l'accesso alla risorsa sfruttano la multiplazione a divisione di frequenza (FDMA) creando 2 slot dedicati rispettivamente alla voce e alla trasmissione dati.
La sua popolarità, raggiunta nella comunità radioamatoriale è dovuta alla sua semplicità di implementazione a fronte di costi relativamente contenuti se raffrontati ad altri sistemi di comunicazione digitali commerciali.

## Specifiche tecniche
Le specifiche tecniche sono definite dalla ETSI,nella TS 102 361 suddivisa in 4 parti:
- Parte 1. Air Interface Protocol;
- Parte 2. Voice and General services and facilities;
- Parte 3 Data Protocol;
- Parte 3 Trunking Protocol.

Lo standard opera entro la larghezza di banda di 12,5 kHz, nel rispetto della canalizzazione vigente nella maggior parte dei Paesi, sfruttando la tecnica di accesso alla risorsa denominata TDMA o multiplazione a divisione di tempo, creando due slot temporali della durata di 30ms. La modulazione utilizzata è una 4-FSK e la gamma di frequenza di eventuale utilizzazione può spaziare dal 30 MHz a 1GHz.
Lo standard, pubblicato nel 2015, ha subito diverse revisioni, a seguito della scoperta di difetti evidenziati in fase di realizzazione e implementazione dei dispositivi. Tali revisioni comportano generalmente un aggiornamento del firmware dei dispositivi in uso.

## Applicazioni in commercio
Apparati per comunicazioni DMR vengono prodotti da diverse compagnie tra cui: HQT, Hytera, Motorola e Kenwood. In Italia l'unica azienda produttrice di apparati per comunicazioni DMR è l'EMC-COMM, ed è addirittura l'unica produttrice mondiale di radio DMR nella fascia 68-88 MHz.